# 1951年大阪府議会議員選挙
1951年大阪府議会議員選挙（1951ねんおおさかふぎかいぎいんせんきょ）は、大阪府の議決機関である大阪府議会を構成する議員を全面改選するために行われた選挙で、第2回統一地方選挙前半戦投票日である1951年4月30日に投票が行われた。

## 基礎データ
- 告示日：1951年4月3日
- 投票日：1951年4月30日
- 議員定数：86名

## 選挙結果
| 党派 | 党派       | 議席数 |
| ---- | ---------- | ------ |
|      | 自由党     | 35     |
|      | 日本社会党 | 21     |
|      | 国民民主党 | 14     |
|      | 日本共産党 | 1      |
|      | 諸派       | 0      |
|      | 無所属     | 15     |
| 合計 | 合計       | 86     |